# Tacco

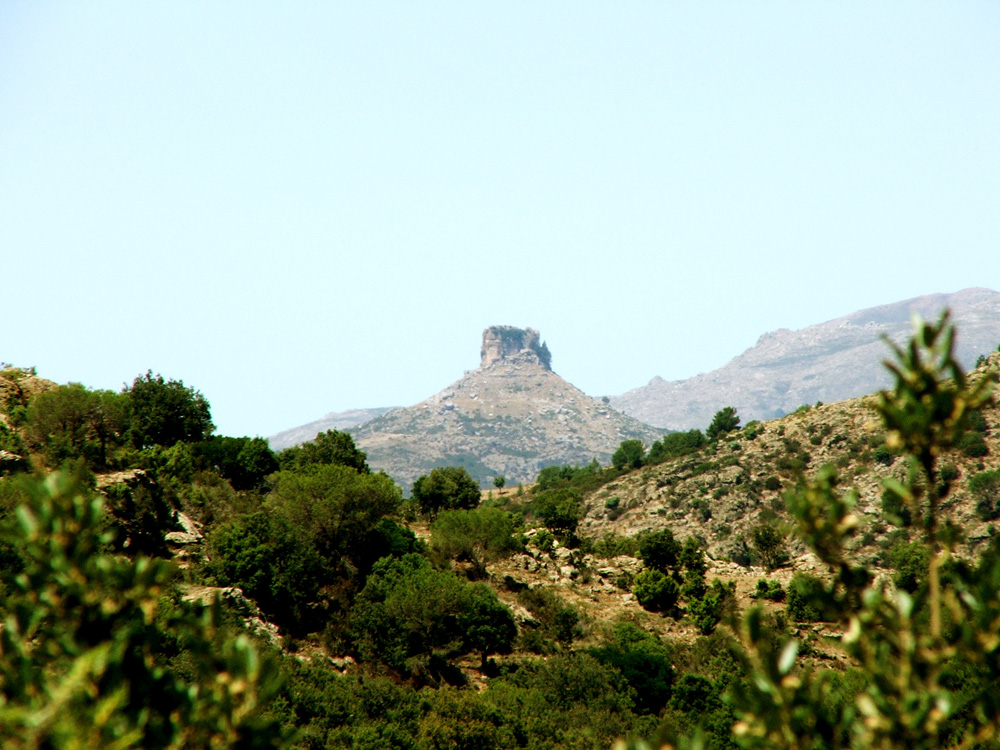
Monte Perda Liana, nejklasičtější a nejznámější příklad tacco Ogliastra

Tacco (také tòneri) je výraz na Sardinii pro určité skalní výchozy, obvykle z vápence a dolomitu, které vyčnívají nad okolní krajinu. Jsou podobné náhorním plošinám se strmými stěnami a představují formu selektivní eroze. Jejich název je odvozen od jejich typického tvaru podobného podpatku boty (italsky tacco).  V geologii se jim běžně říká butte, což je francouzský termín převzatý z angličtiny. Několik příkladů se nachází v oblastech Barbagia d'Ogliastra, Barbagia di Seùlo a Sarcidano, v okolí povodí horního a středního toku řeky Flumendosa. 

## Geologie
Tacco  jsou typicky tvořeny sledem dolomitů usazených v prostředí platformy během střední a svrchní jury, v kontextu s rozpadem superkontinentu Pangea a otevřením Tethys; tato sukcese obvykle nesouvisle spočívá na podloží tvořeném břidlicovými metamorfity nízkého a středního stupně vázanými na hercynskou orogenezi, staršími než asi 130 milionů let, pocházejícími z deformovaných prvohorních sedimentárních hornin a dávajícími bázi reliéfu poměrně mírný profil. Nechybí však ani body, zejména v severní Ogliastře, kde tacco spočívají na posthercénních granitoidech, které dávají vzniknout členitější morfologii reliéfu i na bázi, nebo, zejména v oblasti Quirra, na metavulkanitech pocházejících ze středního ordoviku a rovněž deformovaných během hercynských fází.
Mezi paleozoickým podložím a dolomitickým tacco se na některých místech nachází tenká série konglomerátů a argilitů, často obsahující stopy zkamenělého dřeva, velmi bohatá na železo; nazývá se formace Genna Selole a její přítomnost svědčí o tom, že v liasu existovaly některé oblasti vynořeného podloží, které byly postupně rozrušeny říční činností. V devatenáctém a dvacátém století byly také podniknuty pokusy o využití jeho skromných ložisek železa, o čemž svědčí přítomnost četných důlních kutišť nacházejících se na úpatí mnoha tacco.
Po následné erozi, k níž došlo několikrát mezi křídou a oligocénem, a po tektonických pohybech, které přenesly sardinsko-korsický blok z jeho původní polohy v blízkosti Francie do jeho dnešní (miocenní) polohy, prošly dolomitické tacco v pliocénu a spodním pleistocénu dalším štěpením způsobeným sesouváním zlomů aktivovaných během otevírání jižního Tyrhénského moře. Celá sukcese byla tak vystavena zvětrávání, zejména vodě, která formovala její tvary a dala mu dnešní podobu.
V tacco se na mnoha místech vyvinul významný krasový systém, který zahrnuje několik dolin a malých bezodtokových pánví, stejně jako četné rokle a dokonce i jeskyně značných rozměrů, jako je jeskyně Su Marmuri v Ulassai, dlouhá 850 metrů a zcela průchozí bez vybavení.

### Nejdůležitější
Tacco Jerzu.

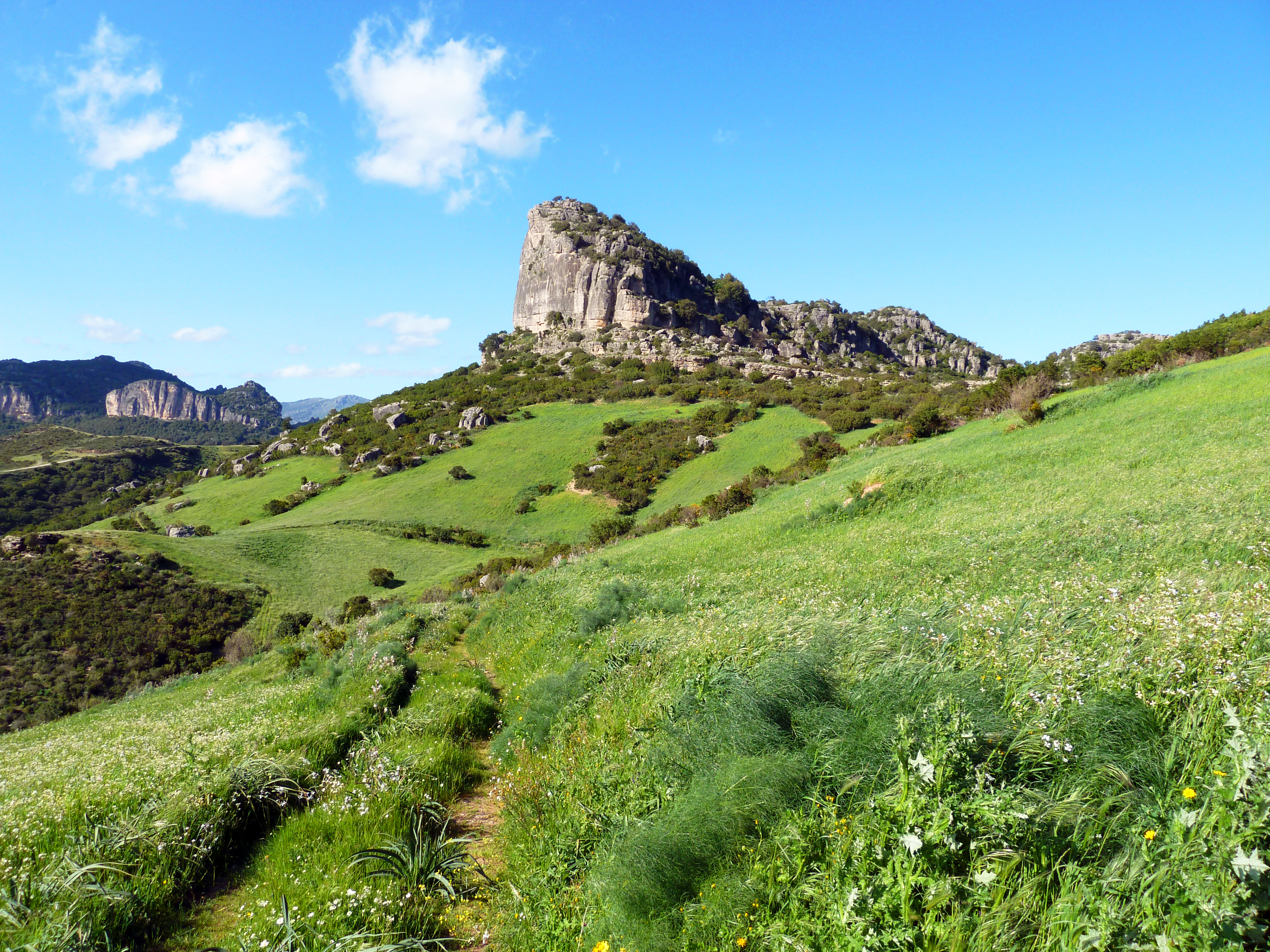
Tacco Jerzu

Tacco se vyskytují na území Ulassai, Osini, Jerzu, Ussassai, Gairo a Tertenia (vše v Ogliastře), dále Aritzo (v Barbagia di Belvì), Seulo, Seui a Sadali (Barbagia di Seulo) a Laconi (v Sarcidanu). 
Mezi nejcharakterističtější patří:
- Monte Perda Liana, která se nachází v nadmořské výšce 1293 m na území Gairo.
- Monte Corongiu na území Jerzu.
- La Scala di san Giorgio na území Osini, spojená s legendou o svatém Jiřím biskupovi.[3]
- Tacco Ussassai, bohaté na lesy.
- Tacco Texile z Aritzu.
- Taccu Mannu s výhledem na Tertenii.
- Tacchigeddu vždy v Tertenii.
- Tacco di Ticci v krajině Seulo.
- Monte Arcuerì, v krajině Seui.
- Taccu Urrulu, v krajině Jerzu, Tertenia a Ulassai.
- Monte Truculu v Tacco v Ulassai.
- Monte Tisiddu, rovněž v Taccu Ulassai.

Tacco Monte Perda Liana di Gairo, Tacco Texile di Aritzo a Scala di san Giorgio a Osini byly definovány jako přírodní památka. V Tacco di Ulassai se nachází také jeskyně Su Marmuri, jedna z největších jeskyní na Sardinii, a vodopády Lequarci, které rovněž patří k největším na Sardinii.
Hory Tisiddu a Bruncu Pranedda (Ulassai) a hory Corongiu, Lumburau a Troiscu (Jerzu) jsou obzvláště malebné díky své izolovanosti a poloze nad vesnicemi.

## Park Tacchi
V Ulassai byla kolem roku 1974 vytvořena lesní lokalita Taccu, zatímco lokalita Semida-Frasara byla vytvořena ve dvou po sobě následujících obdobích v letech 1991 a 2004. Oáza divoké zvěře se zrodila v roce 2005, její správu má na starosti provincie Nuoro, umožňuje ochranu početných stád jelenů a pyšní se rozlohou asi 2500 hektarů; nachází se v srdci stálezeleného lesa Taccu di Ulassai. Park Taccu zahrnuje obec Ulassai a sousední obce Jerzu, Osini, Loceri a Tertenia.